# Херардо Гарсія Леон
Херардо Гарсія Леон (ісп. Gerardo García León, нар. 7 грудня 1974, Севілья) — колишній іспанський футболіст, що грав на позиції захисника.
Виступав у Ла Лізі за «Вільярреал», «Валенсію», «Малагу» та «Реал Сосьєдад», а також за ряд нижчолігових іспанських клубів.

## Ігрова кар'єра
Вихованець мадридського «Реалу», але так і не зміг пробитись до основної команди і виступав у Сегунді за другу команду «Реал Мадрид Кастілья», в якій провів три сезони, взявши участь у 55 матчах чемпіонату.
З 1995 року по сезону провів за «Леганес», «Льєйду» та «Бадахос» у тій же Сегунді.
Своєю грою за останню команду привернув увагу представників тренерського штабу новачка Ла Ліги «Вільярреала», до складу якого приєднався влітку 1998 року. За «Вільярреал» Херардо дебютував у вищому дивізіоні іспанського футболу і провів протягом сезону 34 матчі в чемпіонаті, проте не зміг допомогти команді зберегти прописку в еліті. Незважаючи на це Херардо все-одно почав сезон 1999/00 з «Вільяреалом».
На початку 2000 року Херардо став гравцем «Валенсії». Незважаючи на те, що закріпитись в команді йому не вдалося, він вийшов в основі на матч фіналу Ліги чемпіонів 2000 року проти мадридського «Реалу», який зарешився розгромом «кажанів» 0:3. 
Влітку 2000 року гравець був відданий в оренду «Осасуні», але і тут закріпитись не зумів, зігравши за наступний сезон лише 10 матчів у Ла Лізі.
Влітку 2001 року уклав контракт з «Малагою», у складі якої провів наступні п'ять сезонів у Ла Лізі. Граючи у складі «Малаги» здебільшого виходив на поле в основному складі команди і виграв з клубом Кубок Інтертото 2002 року.
За підсумками сезону 2005/06 «Малага» зайняла останнє 20 місце в Ла Лізі, після чого Херардо перейшов у «Реал Сосьєдад». Тренерським штабом нового клубу також розглядався як гравець «основи», але за підсумками сезону 2006/07 і нова команда Херардо вилетіла з Ла Ліги, після чого він провів у її складі ще два сезони у Сегунді, але так і не зміг допомогти повернутись в еліту.
Протягом 2009–2011 років захищав кольори «Кордови» у Сегунді.
Завершив професійну ігрову кар'єру у клубі «СД Логроньєс», за команду якого виступав протягом 2011–2013 років
..

## Збірна
З 1991 року залучався до матчів юнацької збірної. Того ж року у її складі став чемпіоном Європи (U-16) у Швейцарії, а також віце-чемпіоном світу (U-17) у Італії.

## Титули і досягнення
- Чемпіон Європи (U-16) (1):

Іспанія U-16 : 1991
- Володар Кубка Інтертото (1):

«Малага»: 2002